# Second Blood
Second Blood – film akcji produkcji kuwejckiej, napisany przez Shehaba Al-Fadhliego i Fayeza Husseina Alego oraz reżyserowany przez Fawziego Al-Khatiba. W roli głównej występuje w nim mistrz w kulturystyce, Abdulhadi Al-Khayat. Projekt zainspirowała seria filmów o Johnie Rambo, a Al-Khayat zadebiutował w nim jako aktor. Bohaterem filmu jest Yousef Rambu, były członek Kuwejckich Sił Zbrojnych z bolesną przeszłością. Mężczyzna wysłany zostaje na zapomnianą azjatycką wyspę z misją uwolnienia przetrzymywanych tam polityków. Second Blood wszedł do kin 27 listopada 2016 roku.

## Fabuła
Yousef Rambu jest doskonale wyszkolonym szpiegiem, a zarazem byłym komandosem. Jako członek Kuwejckich Sił Zbrojnych został pojmany przez wroga w trakcie przeprowadzanej operacji. Więziony przez agentów chińskiego wywiadu wojskowego, Rambu przez wiele miesięcy poddawany był brutalnym torturom. Stał się przez to odporny na ból. Jego przełożeni wysyłają go do dżungli jednej z zapomnianych azjatyckich wysp. Ma tam odnaleźć i odbić przetrzymywanych przez terrorystów polityków.

## Obsada
- Abdulhadi Al-Khayat − Yousef Rambu[5]
- Ranaa Ghandour − Monira Rambu
- Khaled Al-Buraiki − Bader
- Mojeb Al-Qabandi − generał Mughni
- Massouma − kobieta przesłuchująca Rambu
- GK Tahmid − przesłuchujący
- Abdullah Bakhsh
- Fatima Al Marzooqi

## Produkcja

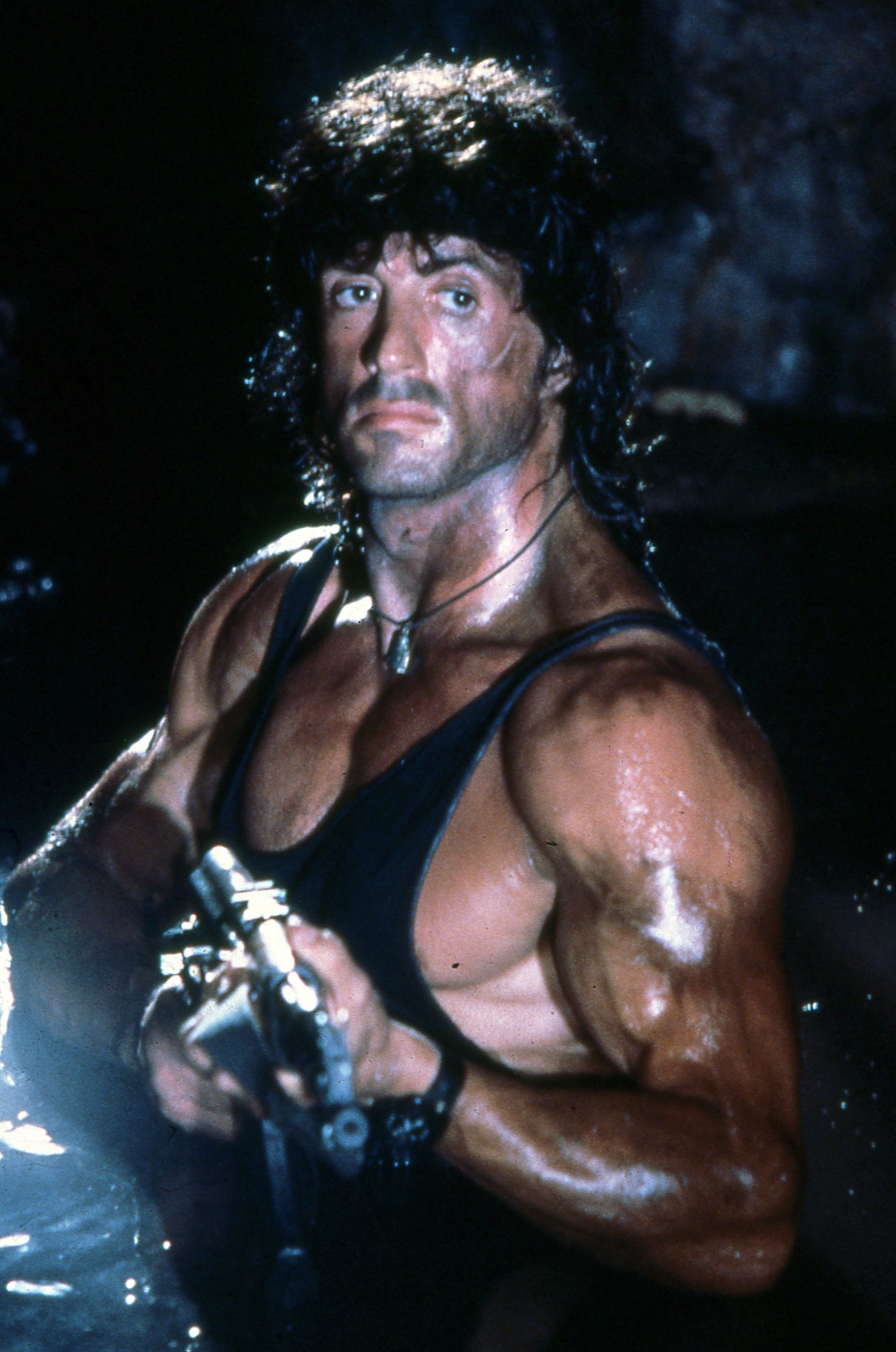
Inspiracją dla filmu Second Blood była seria z gatunku akcji: Rambo.

W listopadzie 2015 roku ogłoszono, że niezależne studio z Kuwejtu, Jabara Media Group, opracowuje film akcji, mający przypominać amerykańskie klasyki − Rambo – Pierwsza krew (1982) i Rambo II (1985). Jak podano, mistrz świata w kulturystyce Abdulhadi Al-Khayat miał odegrać pierwszoplanową rolę Yousefa Rambu, „byłego członka Sił Zbrojnych Kuwejtu, niezwykle twardego i walecznego”. Rambu okrzyknięty został kuwejcką odpowiedzią na Johna Rambo, jako że obaj dzielą wiele cech wspólnych. Występ w Second Blood był pierwszą rolą aktorską Al-Khayata, a sam film to debiut scenopisarski Shehaba Al-Fadhliego i Fayeza Husseina Alego. Pod koniec grudnia 2015 podano, że projekt wyreżyseruje Fawzi Al-Khatib. Reżyser określił głównego bohatera swojego filmu jako „ulepszoną wersję oryginalnego Rambo”. Ogłoszono też, że obsadę zasila aktorka Ranaa Ghandour, mająca wcielić się w żonę Rambu. Zdjęcia do filmu ruszyły w lutym 2016 roku w Pendżabie w Pakistanie. Realizacja materiału trwała do maja. W połowie maja 2016 Al-Khayat zapowiedział za pośrednictwem serwisu społecznościowego Instagram, że Second Blood ukaże się jesienią.

## Wydanie filmu
30 czerwca 2016 roku w trakcie prywatnego pokazu w Kuwejcie zaprezentowano roboczą wersję projektu, znajdującą się w fazie postprodukcji. Początkowo podawano, że premiera filmu nastąpi 26 listopada 2016 roku; odbyła się jednak dzień później, 27 listopada. Projekt wydany został wtedy w wybranych kinach kuwejckich oraz na platformach VOD. Firma Jabara Media Group miała w planach dystrybucję Second Blood na terenie Australii, Niemiec, Japonii, Turcji, Iranu, Pakistanu, Bahrajnu, Macedonii i Maroko. Premiera bahrańska odbyła się 9 grudnia 2016 roku, a japońska − 6 stycznia 2017. W obu krajach film wszedł do kin za sprawą dystrybucji ograniczonej. 6 stycznia Second Blood wydano w serwisach VOD na terenie Pakistanu.
W Niemczech film miał zostać wydany pod tytułem J. Rambu: Second Blood, a w Iranie jako Rambo: Part V. Do wydania nie doszło. Obraz miał ukazać się na rynku DVD/Blu-ray w lipcu 2017 roku, ale z planów zrezygnowano. Wierzy się, że wytwórnia Jabara Media Group zbankrutowała, a jej przedstawicieli nie było stać na promocję filmu. Projekt wyświetliły tylko nieliczne kina i serwisy VOD na terenie Azji.
Serwis IMDb podaje, że film zebrał mieszane recenzje.

## Sequel
Jeszcze przed premierą filmu zapowiedziano powstanie sequela mającego nosić tytuł Second Blood 2: Back in the Army. Projekt nigdy nie został nakręcony. We wrześniu 2022 roku ponownie informowano o kontynuacji, tym razem noszącej prosty tytuł: Second Blood 2, ponownie z Abdulhadim Al-Khayatem w roli głównej.